# Harry + Max
Harry + Max – filmowa tragikomedia w reżyserii Christophera Müncha z 2004 roku.